# 1992年鐵路
此條目列出1992年發生有關鐵路運輸的事件。

## 事件

### 1月
- 1月1日：愛沙尼亞恢復獨立後設立了國營鐵路公司愛沙尼亞鐵路[1]。

### 2月
- 2月2日：九廣鐵路九廣輕鐵第二期剩餘段啟用，三聖站與市中心站經新墟站至兆康站的支線啟用。

### 3月
- 3月26日：阿佐海岸鐵道阿佐東線通車。

### 4月
- 4月1日：千葉急行電鐵（日语：千葉急行電鉄）千葉急行線（現為京成電鐵千原線）通車。
- 4月1日：巴黎地鐵1號線由訥伊橋站西延至拉德芳斯站。
- 4月3日：巴爾的摩輕軌開始有限度營運[2]。
- 4月6日：曼徹斯特輕鐵伯里線（英语：Bury Line）通車。
- 4月14日：馬德里－西維爾高速鐵路通車。

### 5月
- 5月17日：巴爾的摩輕軌開始定期營運[3][4]。
- 5月22日：首爾地下鐵2號線新亭支線新道林站至陽川區廳站通車。

### 6月
- 6月19日：東京單軌電車羽田線（現為羽田機場線）加設天王洲島站。
- 6月21日：哈薩克斯坦開行烏魯木齊至阿拉木圖的國際旅客列車。

### 7月
- 7月1日：山形新幹線通車，成為第一條迷你新幹線，借用奧羽本線軌道來往福島站至山形站。同時，千歲線機場支線通車。
- 7月15日：仙台市地下鐵南北線由八乙女站延長至泉中央站。

### 8月
- 8月3日：台北鐵路地下化專案南隧道延長至松山車站。

### 10月
- 10月2日：商阜铁路开通客运业务。
- 10月5日：臺鐵南迴線車站啟用。
- 10月25日：西日本鐵道北九州本線（日语：西鉄北九州本線）在西黑崎站啟用後廢除全線。
- 10月26日：南加州都會鐵道啟用。

### 12月
- 12月3日：機場第2大樓站啟用。
- 12月12日：北京地鐵1號線由復興門站延長至西單站。
- 12月28日：基輔地鐵瑟雷茨-佩切拉線由維杜比奇站延長至奧索科爾基站。